# Championnat de Géorgie de football 2020
Navigation
Édition précédente Édition suivante
La saison 2020 de l'Erovnuli Liga est la trente-deuxième édition de la première division géorgienne. Le championnat voit les dix meilleurs clubs géorgiens s'affronter deux fois dans la saison, une fois à domicile et une fois à l'extérieur, pour un total de 18 matchs chacun. Cette saison devait initialement se dérouler sur 36 journées, mais la pandémie de Covid-19 a entraîné une suspension du championnat de mars à juin.
Trois places qualificatives pour les compétitions européennes sont attribuées par le biais du championnat, le champion se qualifiant pour premier tour de qualification en Ligue des champions 2021-2022 tandis que le deuxième et le troisième accèdent au premier tour de qualification de la Ligue Europa Conférence. Une autre place pour cette dernière compétition est attribuée au vainqueur de la Coupe de Géorgie 2020. Si celui-ci est déjà qualifié pour une compétition européenne par un autre biais, cette place est réattribuée au championnat, dont la quatrième place devient alors qualificative.
Le Dinamo Tbilissi remporte le 18e titre de son histoire à l'issue de la dernière journée.

## Participants
Légende des couleurs
- Premier tour de qualification de la Ligue des champions 2020-2021
- Premier tour de qualification de la Ligue Europa 2020-2021
- Promu de Pirveli Liga 2019

| Club               | Classement 2019 | Stade                   | Capacité théorique |
| ------------------ | --------------- | ----------------------- | ------------------ |
| Dinamo Tbilissi    | 1               | Stade Boris-Paichadze   | 54 139             |
| Dinamo Batoumi     | 2               | Chele Arena             | 6 000              |
| Saburtalo Tbilissi | 3               | Stade Mikheil-Meskhi    | 25 453             |
| Lokomotiv Tbilissi | 4               | Stade Mikheil-Meskhi    | 25 453             |
| Chikhura Sachkhere | 5               | Stade David-Abashidze   | 4 558              |
| Torpedo Koutaïssi  | 6               | Stade Ramaz-Shengelia   | 19 400             |
| Dila Gori          | 7               | Stade Tengiz-Burjanadze | 8 230              |
| Merani Tbilissi    | 1 (D2)          | Stade Sinatle           | 2 500              |
| FC Samtredia       | 2 (D2)          | Stade Erosi Manjgaladze | 5 000              |
| FC Telavi          | 3 (D2)          | Stade Givi Chokheli     | 12 000             |

## Compétition

### Classement
Le classement est établi sur le barème de points classique (victoire à 3 points, match nul à 1, défaite à 0).
Pour départager les égalités, on tient d'abord compte des confrontations entre les équipes concernées (points, différence de buts, buts marqués, buts marqués à l'extérieur), puis de la différence de buts générale, et enfin du nombre de buts marqués. 
| \| Rang \| Équipe \| Pts \| J \| G \| N \| P \| Bp \| Bc \| Diff \| \| ---- \| -------------------- \| --- \| -- \| -- \| -- \| -- \| -- \| -- \| ---- \| \| 1 \| Dinamo Tbilissi T \| 40 \| 18 \| 12 \| 4 \| 2 \| 33 \| 9 \| +24 \| \| 2 \| Dinamo Batoumi \| 36 \| 18 \| 10 \| 6 \| 2 \| 29 \| 14 \| +15 \| \| 3 \| Dila Gori \| 30 \| 18 \| 8 \| 6 \| 4 \| 29 \| 17 \| +12 \| \| 4 \| Lokomotiv Tbilissi \| 29 \| 18 \| 8 \| 5 \| 5 \| 30 \| 23 \| +7 \| \| 5 \| Saburtalo Tbilissi S \| 27 \| 18 \| 7 \| 6 \| 5 \| 28 \| 21 \| +7 \| \| 6 \| FC Telavi P \| 24 \| 18 \| 4 \| 12 \| 2 \| 21 \| 14 \| +7 \| \| 7 \| FC Samtredia P \| 19 \| 18 \| 5 \| 4 \| 9 \| 14 \| 23 \| -9 \| \| 8 \| Torpedo Koutaïssi \| 17 \| 18 \| 4 \| 5 \| 9 \| 17 \| 30 \| -13 \| \| 9 \| Chikhura Satchkhere \| 13 \| 18 \| 3 \| 4 \| 11 \| 18 \| 40 \| -22 \| \| 10 \| Merani Tbilissi P \| 6 \| 18 \| 0 \| 6 \| 12 \| 6 \| 34 \| -28 \| | Qualifications européennes Ligue des champions 2021-2022 - 1er : premier tour de qualification Ligue Europa Conférence 2021-2022 - 2e et 3e : premier tour de qualification Relégation - 8e et 9e : barrages de relégation en deuxième division - 10e : relégation en deuxième division Abréviations - T : Tenant du titre - C : Vainqueur de la Coupe de Géorgie 2020 - S : Vainqueur de la Supercoupe de Géorgie 2020 - P : Promus de Pirveli Liga 2019 |     |    |    |    |    |    |    |      |
| Rang | Équipe | Pts | J  | G  | N  | P  | Bp | Bc | Diff |
| 1 | Dinamo Tbilissi T | 40  | 18 | 12 | 4  | 2  | 33 | 9  | +24  |
| 2 | Dinamo Batoumi | 36  | 18 | 10 | 6  | 2  | 29 | 14 | +15  |
| 3 | Dila Gori | 30  | 18 | 8  | 6  | 4  | 29 | 17 | +12  |
| 4 | Lokomotiv Tbilissi | 29  | 18 | 8  | 5  | 5  | 30 | 23 | +7   |
| 5 | Saburtalo Tbilissi S | 27  | 18 | 7  | 6  | 5  | 28 | 21 | +7   |
| 6 | FC Telavi P | 24  | 18 | 4  | 12 | 2  | 21 | 14 | +7   |
| 7 | FC Samtredia P | 19  | 18 | 5  | 4  | 9  | 14 | 23 | -9   |
| 8 | Torpedo Koutaïssi | 17  | 18 | 4  | 5  | 9  | 17 | 30 | -13  |
| 9 | Chikhura Satchkhere | 13  | 18 | 3  | 4  | 11 | 18 | 40 | -22  |
| 10 | Merani Tbilissi P | 6   | 18 | 0  | 6  | 12 | 6  | 34 | -28  |

### Barrages de relégation
Deux barrages de relégation sont disputés en fin de saison, les 15 et 19 décembre 2020, afin de déterminer les derniers participants pour l'exercice suivant.
| Équipe                   | Aller | Total | Retour | Équipe                     |
| ------------------------ | ----- | ----- | ------ | -------------------------- |
| FC Gagra (D2)            | 0 - 2 | 1 - 3 | 1 - 1  | (D1) Torpedo Koutaïssi     |
| Chikhura Satchkhere (D1) | 0 - 2 | 0 - 3 | 0 - 1  | (D2) Samgurali Tskhaltoubo |

Légende des couleurs
- Le club se maintient en première division.
- Promotion en première division.
- Le club reste en deuxième division.
- Relégation en deuxième division.